# 刘庆南
刘庆南（1992年—），男，中国国际象棋棋手，国际象棋特级大师。效力于山东队。